# 採石跡湖

採石跡湖（カリフォルニア州フリーモント）

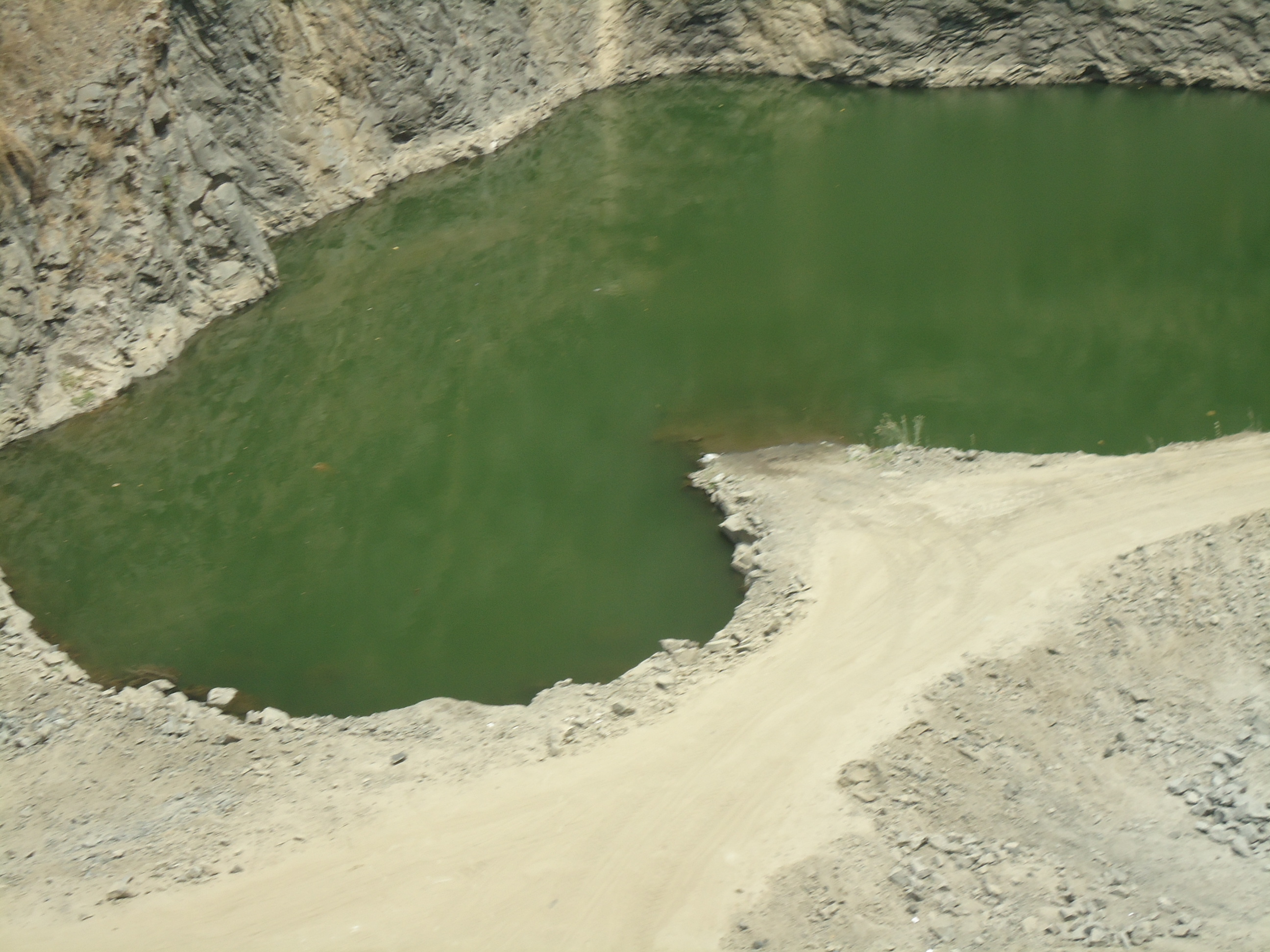
放棄された採石場の採石跡湖（インド・ケーララ州）

採石跡湖（さいせきあとこ、英語: quarry lake）は、採石場において鉱業作業で掘られた跡に出来た湖である。丁場湖（ちょうばこ）とも呼ばれる。

## 形成
採石跡湖は、採石場において採掘によって形成された穴に水が溜まることで形成される。鉱業作業中は排水が行われるので水は溜まらないが、採掘終了後に採掘跡が放置されると、地下水や雨水がそこに溜まる。湖の深さは、地域の降水量によってまちまちである。

## 人間に対する危険
採石跡湖で泳ぐことは一般的に推奨されない。想定外に冷たい水によって、泳ぐ者の筋肉が急激に弱まったり、ショックや低体温症が起こったりする可能性や、予想以上の水深により溺れる可能性があるためである。湖の水は非常に透明だが、水面下には水没した石や放棄された鉱業用の設備が存在する場合があり、湖に潜るのは非常に危険である。毎年、湖で溺れる者が何人かいる。

## 生態系
採石跡湖は、採石中のものも含め、動物に貴重な生息地を提供する。

## 日本での事例

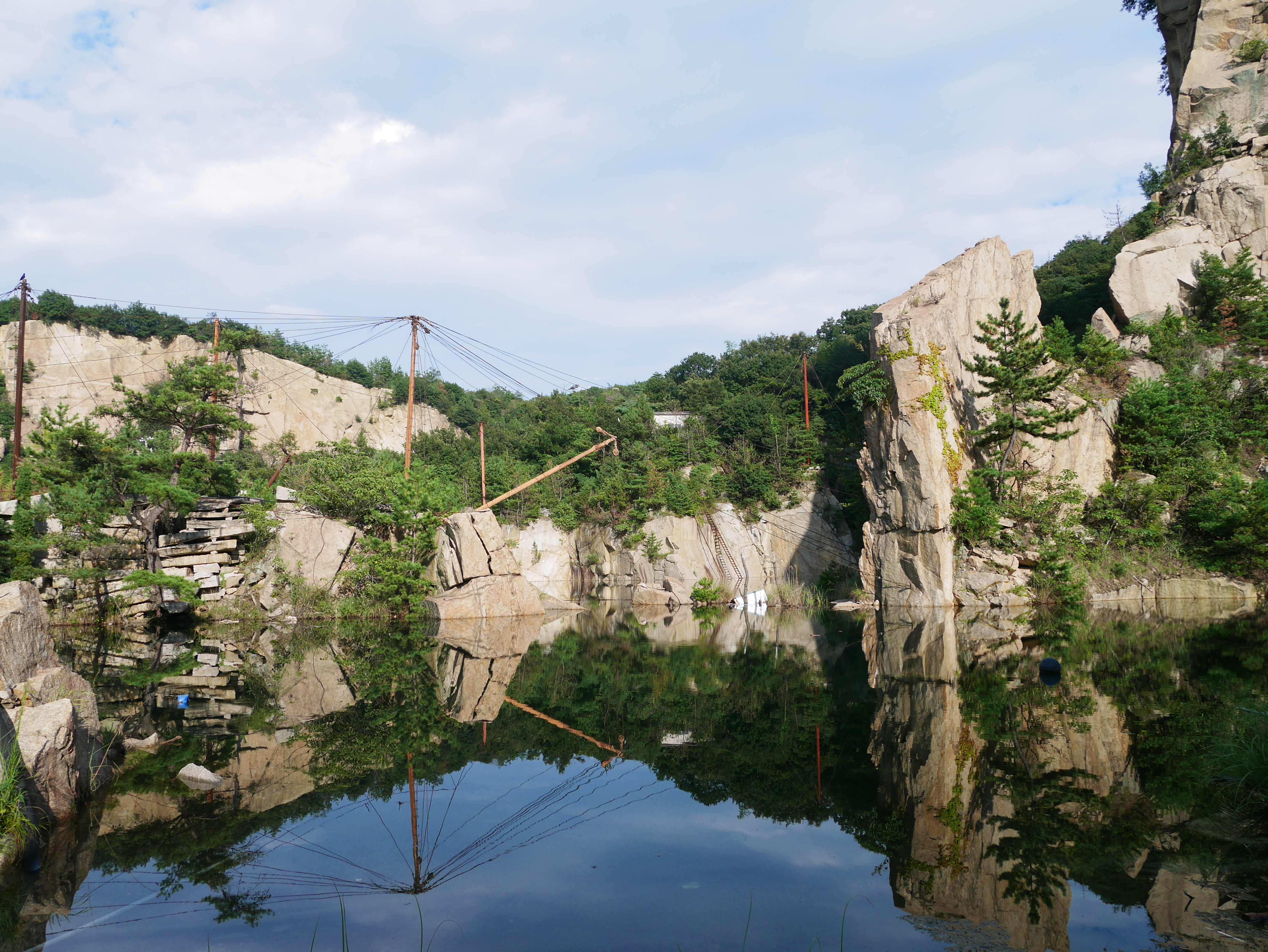
北木島の丁場湖

日本では、茨城県笠間市に、国土地理院地形図に未掲載ながら採石場跡に深さ65mの水たまりが存在する場所があり、2020年11月からは観覧ツアーが実施されている。
北木石の産地として知られる岡山県笠岡市の北木島には、島の多くの場所に丁場湖群を見ることができる。近年では観光資源としての活用が図られ、2017年には地元採石業者の採石場に湖を見下ろす展望台が造成されている。